# جوش رايلي
جوش رايلي (بالإنجليزية: Josh Reilly)‏ هو لاعب كرة قاعدة أمريكي، ولد في 9 مايو 1868 في سان فرانسيسكو في الولايات المتحدة، وتوفي بنفس المكان في 12 يونيو 1938.

## وصلات خارجية
- جوش رايلي على موقعبيزبول رفرنس.كوم (الدوري الرئيسي) (الإنجليزية)
- جوش رايلي على موقع جمعية أبحاث البيسبول الأمريكية (الإنجليزية)